# 梁又銘
梁又銘（1906年7月15日—1984年9月26日），廣東順德人，出生於上海，1949年定居臺灣。原名協文，漫畫創作筆名有：光郎、馮婦、塞翁，自署愛蓮軒主。雙胞胎弟弟是梁中銘，二哥為梁鼎銘。大姐梁雪清。他曾擔任政工幹校藝術科（後改制為政治作戰學校藝術系）教授、主任。擅長創作水墨人物畫，也是1950年發行於臺灣的愛國獎券版面設計者。

## 生平
梁又銘因為大哥粱砥中前赴法國「勤工儉學」研習藝術課程，購買畫冊、複製品寄給家族當學畫臨摹範本，加上二哥梁鼎銘的指導，開始學習西畫。1921年自上海公共租界工部局設立專收華人子弟之華童公學（Chinese School）畢業後，他和梁中銘在上海藝海美術公司工作，繪製舞臺及照相布景。期間，他在上海西畫團體天化藝術會教授繪畫。
1927年7月間，梁又銘及梁中銘受到梁鼎銘召喚，前往廣東參與軍中藝術文宣。1929年起，兩人共同協助梁鼎銘從事國民革命軍陣亡將士公墓戰史畫創作。1938年到1946年，他參與空軍刊物《中國的空軍》美編工作。
1949年抵臺之後，梁又銘出任《圖畫時報》社社長，創作連載漫畫《土包子下江南》。1951年7月，政工幹部學校成立，他受聘為美術教授，1959年起擔任政工幹校美術科（1960年後為改制藝術學系）主任。1970年更名政治作戰學校後美術系後擔任主任，1974年退休。他的學生中以李奇茂（1925—2019）最負盛名。
梁又銘主持藝術科系行政事務時，課程以水墨、人物畫為學習重點，增聘傅狷夫、邵幼軒、施翠峰、劉其偉等師資。在臺灣藝術學校歷史上，政戰學校美術系的特色就是培養政治漫畫人才，重視人物畫訓練。1969年，他為國軍忠烈祠繪製《攻克惠州之役》戰史油畫。1972年獲頒教育部文藝獎章。1984年9月26日於臺中逝世。

## 藝術創作
梁又銘在中日戰爭期間從事戰爭圖畫創作及速寫，忠實紀錄了戰爭時期中國的面貌。他致力於現代、古裝人物畫創作。此外，他在臺灣創作的連載漫畫以激發、強化民眾的反共意志為目的，並協助其他創作者參與創作、發表反共漫畫。

### 史畫
梁又銘自1938年起開始創作空軍戰史畫，來臺後空軍戰史畫創作，目前在高雄岡山空軍軍史館陳列。有評論稱：他在1949年前創作空戰戰畫給予觀眾強烈臨場感，而油畫用色具有水彩般的輕盈透明感，筆觸具有力道，不同於1949年來臺後使用厚重色調跟短筆觸所繪製的臺灣金馬風景建築油畫。

### 時事、反共漫畫創作
1949年10月，他與梁中銘在臺北《中央日報》擔任專任主筆，10月15日出版《圖畫時報》創刊號。《圖畫時報》於1951年4月15日併入《中央日報》，改為「漫畫半週刊」。他發表《土包子下江南》連載漫畫，在《中央日報》連載到1955年2月完結。1953年國防部政治部在《青年戰士報》開闢〈圖畫周刊〉，培育軍中及社會人士參與漫畫創作。從1953到1957年間，他在《青年戰士報》的〈圖畫周刊〉發表了48幅漫畫，以特定主題系列連環漫畫為主，夾雜單幅漫畫。

### 水墨
梁又銘的創作融合西畫透視及傳統水墨技法。人物畫作運用畫筆鉤勒渲染技法，造型取法人物肖像，重視動態表情與立體感。評論人指出，他強調留白，有助突出主題，增添畫面生動感。他善用曲線、渾圓筆觸運筆，營造畫面鮮活感。
愛國獎券是臺灣省政府為緩解臺灣財政困難，委託臺灣銀行發行獎券，從1950年4月11日起到1987年12月27日止總共發行1171期。梁又銘有感於愛國獎券發行數量超過十萬張以上，是向社會實踐美術教育的重要管道之一，同意設計圖稿。他既設計插圖，同時撰寫文字解說，內容兼顧趣味性與教育性。他主持圖稿設計期間，以忠孝節義為主題，蘊含中國歷史精神，後經整理出版為《祖先的故事全集》。

## 主要著作
- 《中國空軍抗戰史話》，南京市：正氣出版社，1947。
- 《俄帝侵華史畫》，臺北市：張仁澤，1955。
- 《民族女英雄》，臺北市：中國國民黨中央執行委員會婦女工作會，1955。
- 《領袖與空軍畫史》，臺北市：空軍總司令部，1957。
- 《祖先的故事》，臺北市：義裕文化，1982。

## 藝術年表
- 1930，畫展，重慶市議會、復興關中訓團、重慶國際聯誼社、南溫泉中央政治學校。
- 1938，抗戰畫展，漢口。
- 1940，空軍抗戰巡迴畫展，四川。1941年巡迴香港。
- 1944，畫展，西康雅安。
- 1945，畫展，四川成都、內江。
- 1962，菲律賓個展、巴拿馬藝術會藝展。
- 1965，梁中銘、梁又銘兄弟從事戰鬥藝術四十週年畫展聯展，政工幹校、臺北省立博物館主辦。
- 1969，與梁又銘聯展「梁氏兄弟畫展」，國立歷史博物館國家畫廊。全國大專美術教授聯展。
- 1971，中美聯合畫展。
- 1973，與梁中銘聯展「抗戰史畫展」。
- 1975，與梁中銘聯展「中華民國史畫集展」。
- 1982，梁又銘教授人物畫教學示範展，國軍文藝活動中心。